# Falcon Stadium
Falcon Stadium é um estádio localizado em Colorado Springs, Colorado, Estados Unidos, possui capacidade total para 56.409 pessoas, é a casa do time de futebol americano universitário Air Force Falcons football da Academia da Força Aérea dos Estados Unidos. O estádio foi inaugurado em 1962.